# Ngatpang
Ngatpang (vroeger gespeld als Ngetbang; oude naam Ngerdubech, 'plaats waar kokospalmen groeien') is een van de zestien staten van Palau en telt 464 inwoners (2005). De staat ligt aan Ngeremeduu Bay, in het westen van het hoofdeiland Babeldaob, en grenst kloksgewijs aan Ngeremlengui, Ngchesar, Airai, Aimeliik en de Filipijnenzee. De hoofdplaats van Ngatpang is Ngatpang Village, ook Nekkeng genoemd.
Vroeger was Ngatpang bekend om zijn pottenbakkerskunst. In het gehucht Ibobang in Ngatpang bevindt zich de Belau Modekngei School, een in 1974 met de steun van de Amerikaanse School of the Pacific Islands opgerichte school waarin de Palause cultuur (in het bijzonder de Modekngeireligie), geschiedenis en taal centraal staan.

## Geografie
Ngeremeduu Bay splitst Ngatpang in twee van elkaar losse gedeelten. De waterval Tabecheding geldt als een toeristische attractie. De staat telt naast Ngatpang Village nog vier gehuchten:
- Ibobang
- Mechebechubel
- Ngerdubech
- Ngeruchod

## Politiek
De gouverneur van Ngatpang is momenteel (2011) Takemura Erungel.
Ibobang · Mechebechubel · Ngatpang Village · Ngerdubech · Ngeruchod
Aimeliik · Airai · Angaur · Hatohobei · Kayangel · Koror · Melekeok · Ngaraard · Ngarchelong · Ngardmau · Ngatpang · Ngchesar · Ngeremlengui · Ngiwal · Peleliu · Sonsorol